# Chomizna
Chomizna – wieś w Polsce położona w województwie podlaskim, w powiecie białostockim, w gminie Poświętne.
Wierni kościoła rzymskokatolickiego należą do parafii Przemienienia Pańskiego w Poświętnem.